# Amt Schnackenburg
Das Amt Schnackenburg war ein historisches Verwaltungsgebiet des Fürstentums Lüneburg bzw. Königreichs Hannover. Übergeordnete Verwaltungsebene war die Landdrostei Lüneburg.

## Geschichte
Das Amt Schnackenburg wurde 1850 aufgehoben und der bisherigen Amtsvogtei Gartow zum Amt Gartow-Schnackenburg zusammengeschlossen, für das ab 1853 nur noch die Bezeichnung „Amt Gartow“ verwendet wurde.

## Amtmänner
- bis 1810 († 1812) Johann Gottlieb Jacobi, vormaliger Amtmann (1812)[1]
- 1814–1825: Christian Carl Philipp von Hattorf, ab 1817 Oberamtmann
- 1826: vakant
- 1827–1828: Justus Georg Marcard, Amtsassessor
- 1829–1834: Heinrich Guischard, geb. von Quintus-Icilius, Amtsassessor
- 1835–1839: Georg Justus Clemens von Finck, Amtsassessor
- 1840–1841: Carl Christian Wilhelm Benedix von Plate, Amtsassessor
- 1842–1850: Caspar Friedrich Wilhelm von Schulte, Amtsassessor